# Журавлево (Кемеровський округ)
Жура́влево (рос. Журавлево) — присілок у складі Кемеровського округу Кемеровської області, Росія.

## Населення
Населення — 293 особи (2010; 183 у 2002).
Національний склад (станом на 2002 рік):
- росіяни — 87 %